# Upplands runinskrifter 959
Upplands runinskrifter 959 är en vikingatida runstensfragment av ljusröd sandsten i Vaksala kyrka, Vaksala socken och Uppsala kommun i Uppland.
Runstensfragmentet är av sandsten och utgör den övre delen av runsten med dimensionerna 0,85 meter i höjd, 0,7 meter i bredd och 0,05–0,15 meter i tjocklek. Den är placerad i Vaksala kyrkas vapenhus vid den östra väggen, söder om ingången till kyrkan. Runhöjden är 5–6 centimeter. 
Stenen var sönderslagen redan på 1600-talet och Johan Peringskiöld skrev, att stenen låg på kyrkgolvet (den var inte inlagd i golvet). Därefter (cirka 1700) hittades den nedre hälften av stenen vid en gravs uppgrävning, och Peringskiöld kunde därför göra ritning av hela ristningen.
Sannolikt har stenen ursprungligen varit rest på kyrkogården. Att den använts som material för kyrkobyggnaden men en del av den lämnats kvar på kyrkogården är mindre troligt. Den nedre delen av stenen, som hittades under jord på kyrkogården, är ånyo försvunnen.

## Inskriften
Translitterering av runraden:
[nesbiarn '] uk ' runa ' anutar ' totiR ' litu ' rita ' staina ' at ' s[uhik'ierf ' sun : sin]
Normalisering till runsvenska:
Næsbiorn ok Runa, AnundaR dottiR, letu retta stæina at suhikierf, sun sinn.
Översättning till nusvenska:
Näsbjörn och Runa, Anunds dotter, läto uppresa stenarna efter suhik ' ierf, sin son.
Namnet på den döde kunde vara felristning av VigdiarfR. Sannolikare är det namnet SigdiarfR, som omnämns också på U 109,  U 647, U 903, U 968, U 1031,  U 1046 och M3. Namnet Runa finns på U 687. Ordet stæina i pluralformen visar, att det fanns minst två stenar efter Näsbjörns och Runas son. Runor och ornamentik påminner om Öpirs stil.